# Exploration Gateway Platform

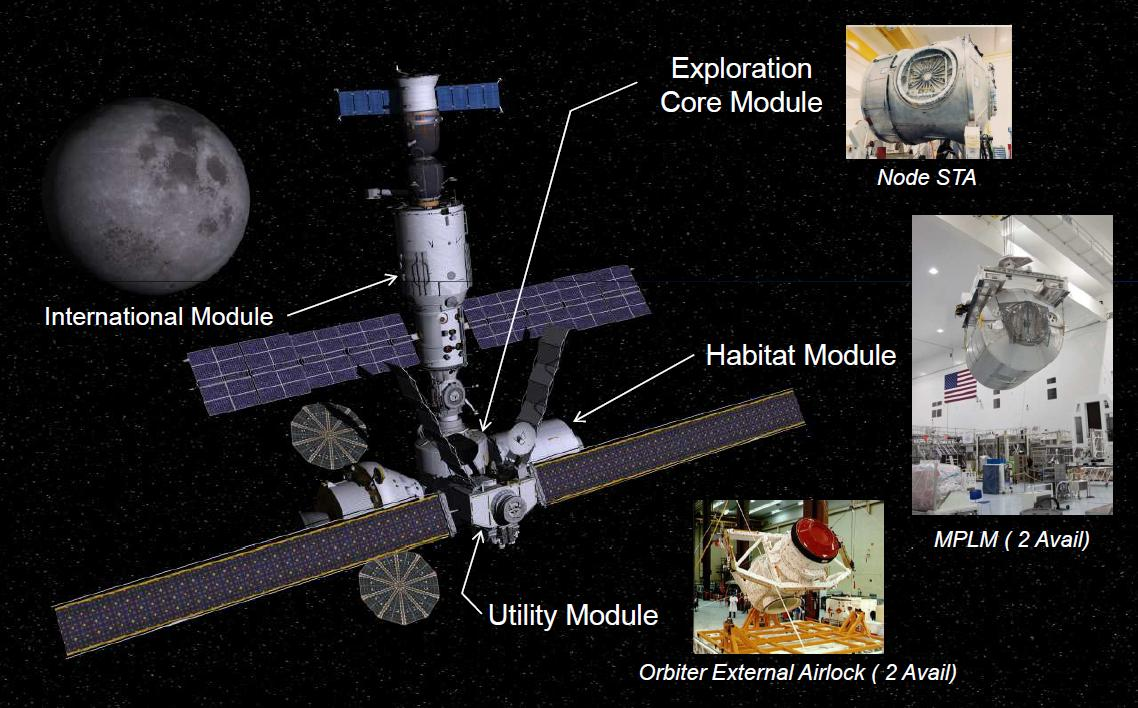
Componenti di Exploration Gateway Platform

La Exploration Gateway Platform è un progetto proposto per ridurre i costi di missioni con destinazione la luna o un asteroide near-Earth usando tecnologie già esistenti per costruire una deposito di servizio in uno dei punti di Lagrange del sistema terra-luna.
L'abbattimento dei costi prevede una riduzione del TCO di una singola missione per la possibilità di servire contemporaneamente a più missioni.

## Costruzione
La piattaforma potrebbe essere costruita sia con tecnologie già testate, come i moduli di Bigelow Aerospace, sia con componenti già nello spazio, come la parte statunitense della Stazione spaziale internazionale dopo la fine della sua attività. Altre parti che potrebbero essere realizzate a basso costo sono i moduli progettati e mai costruiti della ISS o alcune componenti dello Space Shuttle.